# Романчев Юрій Васильович
Юрій Васильович Романчев (нар. 1953) — український радіофізик, спеціаліст з наукового приладобудування. Працював головним інженером проєкту у Фізико-механічному інституті імені Г. В. Карпенка НАН України. 
В 1997 році був нагороджений Державною премією України в галузі науки і техніки за цикл праць «Розробка принципів наддалекої низькочастотної інтерферометрії, створення української мережі радіоінтерферометрів для космічних досліджень і спостереження на ній» (у співавторстві з Брауде, Менєм, Рашковським, Шарикіним, Інютіним, Шепелєвим, Кошовим, Булаценом і Браженком).